# Luís Boa Morte
Luís Boa Morte Pereira (Lisbona, 4 agosto 1977) è un allenatore di calcio ed ex calciatore portoghese, di ruolo attaccante, selezionatore della Guinea-Bissau.

## Carriera

### Calciatore

#### Club
Cresciuto nelle giovanili dello Sporting Lisbona, nel 1997 viene acquistato dall'Arsenal per 1,75 milioni di sterline. Viene inizialmente inserito nel settore giovanile, per poi essere promosso in prima squadra. Tra il 1997 e il 1999 colleziona 25 presenze con la squadra londinese, soprattutto come sostituto.
Nel gennaio 2000, trovando pochissimo spazio, viene ceduto in prestito al Southampton, con cui totalizza 14 presenze e 1 gol.
A fine stagione, scaduto il prestito, fa ritorno all'Arsenal, ma poco dopo viene acquistato a titolo definitivo dal Fulham, club militante in Football League. Con le sue prestazioni aiuterà il Fulham a centrare la promozione in Premier League.
Il 3 gennaio 2007 viene acquistato per 5 milioni di sterline dal West Ham United, firmando un contratto di tre anni e mezzo. Alla sua prima stagione con gli Hammers totalizza 14 presenze e 1 gol. Il 3 agosto 2011 decide di rescindere il contratto con il West Ham.
Nell'agosto 2011 viene ingaggiato dal Larissa, club militante in Souper Ligka Ellada, firmando un contratto biennale.
Il 24 gennaio 2012 viene ingaggiato dall'Orlando Pirates, firmando un contratto di 18 mesi.
L'11 ottobre 2012 viene ingaggiato dal Chesterfield, in Football League Two, firmando un contratto di 3 mesi.
Il 28 agosto 2013 viene ingaggiato dal Four Marks, club militante in Hampshire Premier League, il 12º livello del campionato inglese; ciononostante, non è mai sceso in campo con tale squadra.
Dopo quest'ultima esperienza si è ritirato dal calcio giocato, con all'attivo 386 presenze e 48 gol fra i vari club.

#### Nazionale
Ha esordito con la maglia della nazionale portoghese il 25 aprile 2001 nella partita contro la Francia. Ha partecipato ai Mondiali di calcio Germania 2006.
Con la sua nazionale ha partecipato anche ai Giochi Olimpici Estivi 2004.

### Allenatore
Nell'estate del 2014 è stato nomiminato vice-allenatore dello Sporting Lisbona B, dove è rimasto per una stagione. Dal 2015 ha lavorato come scout e osservatore di talenti portoghesi per l'Arsenal.
Nell'estate del 2018 ha assunto la guida della formazione Under-23 del Portimonense
Dal giugno 2019 ricopre l'incarico di vice-allenatore dell'Everton, come assistente di Marco Silva.

## Statistiche
Aggiornate al 5 gennaio 2013.
| Stagione        | Squadra         | Campionato      | Campionato | Campionato | Coppe nazionali | Coppe nazionali | Coppe nazionali | Coppe continentali | Coppe continentali | Coppe continentali | Altre coppe | Altre coppe | Altre coppe | Totale | Totale |
| Stagione        | Squadra         | Comp            | Pres       | Reti       | Comp            | Pres            | Reti            | Comp               | Pres               | Reti               | Comp        | Pres        | Reti        | Pres   | Reti   |
| --------------- | --------------- | --------------- | ---------- | ---------- | --------------- | --------------- | --------------- | ------------------ | ------------------ | ------------------ | ----------- | ----------- | ----------- | ------ | ------ |
| 1997-1998       | Arsenal         | PL              | 15         | 0          | FACup+CdL       | 0+0             | 0+0             | UCL                | -                  | -                  | -           | -           | -           | 15     | 0      |
| 1998-1999       | Arsenal         | PL              | 8          | 0          | FACup+CdL       | 0+0             | 0+0             | UCL                | 3                  | 1                  | -           | -           | -           | 11     | 1      |
| 1999-2000       | Arsenal         | PL              | 2          | 0          | FACup+CdL       | 0+0             | 0+0             | UCL                | -                  | -                  | -           | -           | -           | 2      | 0      |
| Totale Arsenal  | Totale Arsenal  | Totale Arsenal  | 25         | 0          |                 | 0               | 0               |                    | 3                  | 1                  |             |             |             | 28     | 1      |
| gen.-giu. 2000  | Southampton     | PL              | 14         | 1          | FACup+CdL       | 0+0             | 0+0             | -                  | -                  | -                  | -           | -           | -           | 14     | 1      |
| 2000-2001       | Fulham          | FD              | 39         | 18         | FACup+CdL       | 1+0             | 0+0             | -                  | -                  | -                  | -           | -           | -           | 40     | 18     |
| 2001-2002       | Fulham          | PL              | 23         | 1          | FACup+CdL       | 0+0             | 0+0             | -                  | -                  | -                  | -           | -           | -           | 23     | 1      |
| 2002-2003       | Fulham          | PL              | 29         | 2          | FACup+CdL       | 0+0             | 0+0             | CU                 | 2                  | 0                  | -           | -           | -           | 31     | 2      |
| 2003-2004       | Fulham          | PL              | 33         | 9          | FACup+CdL       | 1+0             | 0+0             | -                  | -                  | -                  | -           | -           | -           | 34     | 9      |
| 2004-2005       | Fulham          | PL              | 31         | 8          | FACup+CdL       | 1+0             | 0+0             | -                  | -                  | -                  | -           | -           | -           | 32     | 8      |
| 2005-2006       | Fulham          | PL              | 36         | 6          | FACup+CdL       | 0+0             | 0+0             | -                  | -                  | -                  | -           | -           | -           | 36     | 6      |
| 2006-gen. 2007  | Fulham          | PL              | 15         | 0          | FACup+CdL       | 0+0             | 0+0             | -                  | -                  | -                  | -           | -           | -           | 15     | 0      |
| Totale Fulham   | Totale Fulham   | Totale Fulham   | 206        | 44         |                 | 3               | 0               |                    | 2                  | 0                  |             |             |             | 211    | 44     |
| gen.-giu. 2007  | West Ham        | PL              | 14         | 1          | FACup+CdL       | 2+0             | 0+0             | -                  | -                  | -                  | -           | -           | -           | 16     | 1      |
| 2007-2008       | West Ham        | PL              | 27         | 0          | FACup+CdL       | 1+4             | 0+0             | -                  | -                  | -                  | -           | -           | -           | 32     | 0      |
| 2008-2009       | West Ham        | PL              | 27         | 0          | FACup+CdL       | 3+2             | 0+0             | -                  | -                  | -                  | -           | -           | -           | 32     | 0      |
| 2009-2010       | West Ham        | PL              | 1          | 1          | FACup+CdL       | 0+0             | 0+0             | -                  | -                  | -                  | -           | -           | -           | 1      | 1      |
| 2010-2011       | West Ham        | PL              | 22         | 0          | FACup+CdL       | 2+4             | 0+0             | -                  | -                  | -                  | -           | -           | -           | 28     | 0      |
| Totale West Ham | Totale West Ham | Totale West Ham | 91         | 2          |                 | 18              | 0               |                    |                    |                    |             |             |             | 109    | 2      |
| 2011-2012       | Larissa         | SL              | 7          | 0          | CG              | 1               | 0               | -                  | -                  | -                  | -           | -           | -           | 8      | 0      |
| 2012            | Orlando Pirates | PSL             | 3          | 0          |                 |                 |                 |                    |                    |                    |             |             |             | 3      | 0      |
| 2012-2013       | Chesterfield    | FL2             | 12         | 0          | FACup+CdL       | 1+0             | 0+0             | -                  | -                  | -                  | -           | -           | -           | 13     | 0      |
| Totale carriera | Totale carriera | Totale carriera | 358        | 47         |                 | 23              | 0               |                    | 5                  | 1                  |             |             |             | 386    | 48     |

### Cronologia presenze e reti in nazionale
| Cronologia completa delle presenze e delle reti in nazionale ― Portogallo | Cronologia completa delle presenze e delle reti in nazionale ― Portogallo | Cronologia completa delle presenze e delle reti in nazionale ― Portogallo | Cronologia completa delle presenze e delle reti in nazionale ― Portogallo | Cronologia completa delle presenze e delle reti in nazionale ― Portogallo | Cronologia completa delle presenze e delle reti in nazionale ― Portogallo | Cronologia completa delle presenze e delle reti in nazionale ― Portogallo | Cronologia completa delle presenze e delle reti in nazionale ― Portogallo |
| Data                                                                      | Città                                                                     | In casa                                                                   | Risultato                                                                 | Ospiti                                                                    | Competizione                                                              | Reti                                                                      | Note                                                                      |
| ------------------------------------------------------------------------- | ------------------------------------------------------------------------- | ------------------------------------------------------------------------- | ------------------------------------------------------------------------- | ------------------------------------------------------------------------- | ------------------------------------------------------------------------- | ------------------------------------------------------------------------- | ------------------------------------------------------------------------- |
| 25-4-2001                                                                 | Saint-Denis                                                               | Francia                                                                   | 4 – 0                                                                     | Portogallo                                                                | Amichevole                                                                | -                                                                         | 36’                                                                       |
| 2-6-2001                                                                  | Dublino                                                                   | Irlanda                                                                   | 1 – 1                                                                     | Portogallo                                                                | Qual. Mondiali 2002                                                       | -                                                                         | 88’                                                                       |
| 15-8-2001                                                                 | Faro                                                                      | Portogallo                                                                | 3 – 0                                                                     | Moldavia                                                                  | Amichevole                                                                | -                                                                         | 70’                                                                       |
| 14-11-2001                                                                | Lisbona                                                                   | Portogallo                                                                | 5 – 1                                                                     | Angola                                                                    | Amichevole                                                                | 1                                                                         | 41’                                                                       |
| 7-9-2002                                                                  | Birmingham                                                                | Inghilterra                                                               | 1 – 1                                                                     | Portogallo                                                                | Amichevole                                                                | -                                                                         | 46’                                                                       |
| 16-10-2002                                                                | Göteborg                                                                  | Svezia                                                                    | 2 – 3                                                                     | Portogallo                                                                | Amichevole                                                                | -                                                                         | 46’ 78’                                                                   |
| 12-2-2003                                                                 | Genova                                                                    | Italia                                                                    | 1 – 0                                                                     | Portogallo                                                                | Amichevole                                                                | -                                                                         | 62’                                                                       |
| 6-9-2003                                                                  | Guimarães                                                                 | Portogallo                                                                | 0 – 3                                                                     | Spagna                                                                    | Amichevole                                                                | -                                                                         | 46’                                                                       |
| 10-9-2003                                                                 | Oslo                                                                      | Norvegia                                                                  | 0 – 1                                                                     | Portogallo                                                                | Amichevole                                                                | -                                                                         |                                                                           |
| 11-10-2003                                                                | Lisbona                                                                   | Portogallo                                                                | 5 – 3                                                                     | Albania                                                                   | Amichevole                                                                | -                                                                         | 67’                                                                       |
| 15-11-2003                                                                | Aveiro                                                                    | Portogallo                                                                | 1 – 1                                                                     | Grecia                                                                    | Amichevole                                                                | -                                                                         | 46’                                                                       |
| 19-11-2003                                                                | Leiria                                                                    | Portogallo                                                                | 8 – 0                                                                     | Kuwait                                                                    | Amichevole                                                                | -                                                                         | 46’                                                                       |
| 18-2-2004                                                                 | Faro                                                                      | Portogallo                                                                | 1 – 1                                                                     | Inghilterra                                                               | Amichevole                                                                | -                                                                         | 65’                                                                       |
| 31-3-2004                                                                 | Braga                                                                     | Portogallo                                                                | 1 – 2                                                                     | Italia                                                                    | Amichevole                                                                | -                                                                         | 46’                                                                       |
| 28-4-2004                                                                 | Coimbra                                                                   | Portogallo                                                                | 2 – 2                                                                     | Svezia                                                                    | Amichevole                                                                | -                                                                         | 63’                                                                       |
| 4-9-2004                                                                  | Riga                                                                      | Lettonia                                                                  | 0 – 2                                                                     | Portogallo                                                                | Qual. Mondiali 2006                                                       | -                                                                         | 68’                                                                       |
| 8-9-2004                                                                  | Leiria                                                                    | Portogallo                                                                | 4 – 0                                                                     | Estonia                                                                   | Qual. Mondiali 2006                                                       | -                                                                         | 70’                                                                       |
| 13-10-2004                                                                | Lisbona                                                                   | Portogallo                                                                | 7 – 1                                                                     | Russia                                                                    | Qual. Mondiali 2006                                                       | -                                                                         | 85’                                                                       |
| 17-11-2004                                                                | Lussemburgo                                                               | Lussemburgo                                                               | 0 – 5                                                                     | Portogallo                                                                | Qual. Mondiali 2006                                                       | -                                                                         | 46’                                                                       |
| 9-2-2005                                                                  | Dublino                                                                   | Irlanda                                                                   | 1 – 0                                                                     | Portogallo                                                                | Amichevole                                                                | -                                                                         | 61’                                                                       |
| 26-3-2005                                                                 | Barcelos                                                                  | Portogallo                                                                | 4 – 1                                                                     | Canada                                                                    | Amichevole                                                                | -                                                                         | 71’                                                                       |
| 17-8-2005                                                                 | Ponta Delgada                                                             | Portogallo                                                                | 2 – 0                                                                     | Egitto                                                                    | Amichevole                                                                | -                                                                         | 62’                                                                       |
| 12-11-2005                                                                | Coimbra                                                                   | Portogallo                                                                | 2 – 0                                                                     | Croazia                                                                   | Amichevole                                                                | -                                                                         |                                                                           |
| 15-11-2005                                                                | Belfast                                                                   | Irlanda del Nord                                                          | 1 – 1                                                                     | Portogallo                                                                | Amichevole                                                                | -                                                                         | 61’                                                                       |
| 21-6-2006                                                                 | Gelsenkirchen                                                             | Portogallo                                                                | 2 – 1                                                                     | Messico                                                                   | Mondiali 2006 - 1º turno                                                  | -                                                                         | 80’ 88’                                                                   |
| 1-9-2006                                                                  | Brøndby                                                                   | Danimarca                                                                 | 4 – 2                                                                     | Portogallo                                                                | Amichevole                                                                | -                                                                         | 66’ 88’                                                                   |
| 6-6-2009                                                                  | Tirana                                                                    | Albania                                                                   | 1 – 2                                                                     | Portogallo                                                                | Qual. Mondiali 2010                                                       | -                                                                         | 46’                                                                       |
| 10-6-2009                                                                 | Tallinn                                                                   | Estonia                                                                   | 0 – 0                                                                     | Portogallo                                                                | Amichevole                                                                | -                                                                         | 84’                                                                       |
| Totale                                                                    |                                                                           | Presenze                                                                  | 28                                                                        |                                                                           | Reti                                                                      | 1                                                                         |                                                                           |

## Palmarès

### Club

#### Competizioni nazionali
- Campionato inglese: 1

Arsenal: 1997-1998
- Coppa d'Inghilterra: 1

Arsenal: 1997-1998
- Charity Shield: 2

Arsenal: 1998, 1999
- Campionato inglese di seconda divisione: 1

Fulham: 2000-2001

#### Competizioni internazionali
- Coppa Intertoto UEFA: 1

Fulham: 2002